# Marktbreit

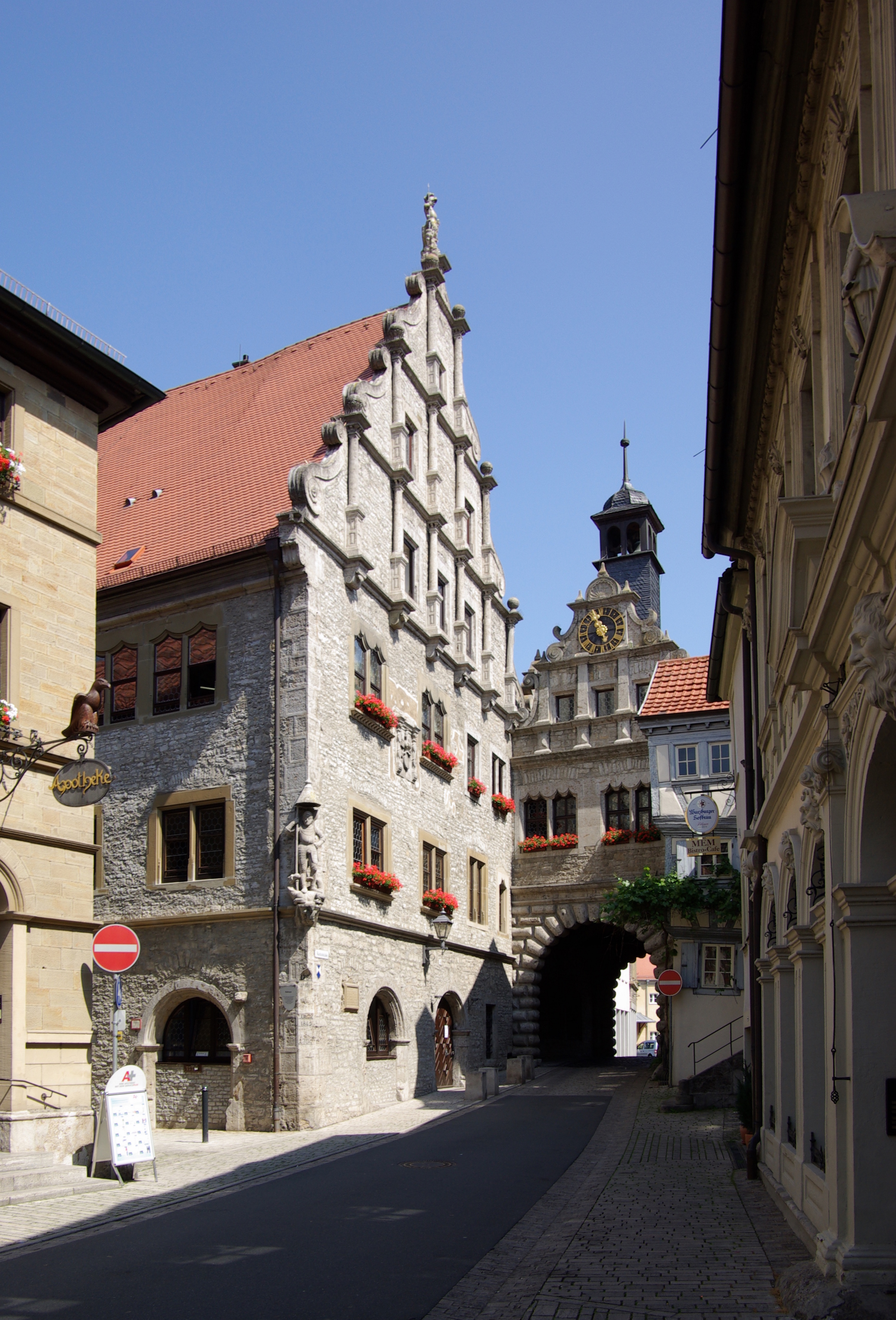
Maintor, um 1600, Stadtseite

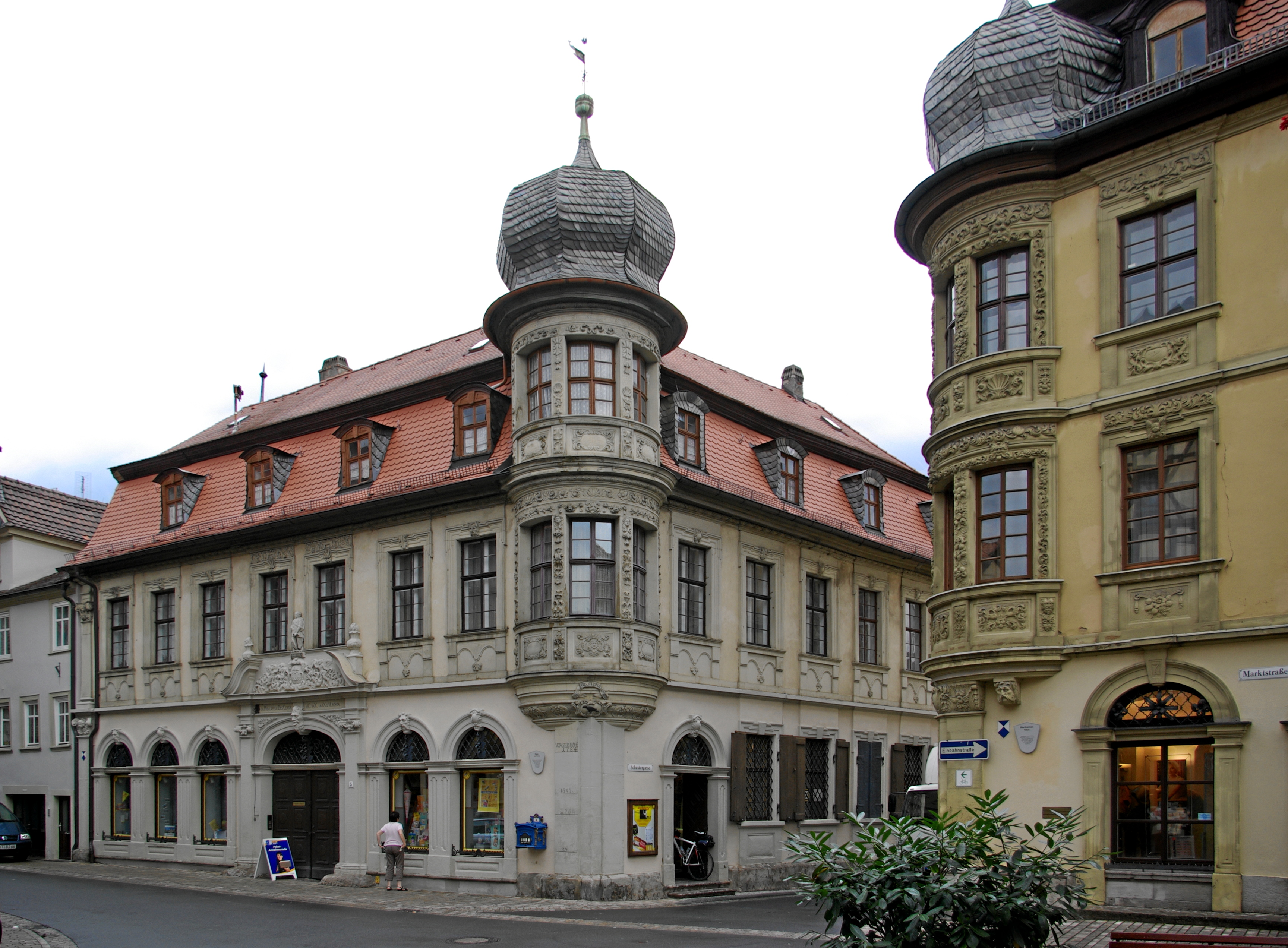
Haus zur Groe, 1725 erbaut

Marktbreit am Main ist eine Stadt im unterfränkischen Landkreis Kitzingen in Bayern. Die Stadt ist Sitz der Verwaltungsgemeinschaft Marktbreit.

## Geografie

### Geografische Lage
Die Marktbreit liegt an der südlichsten Stelle des Maindreiecks am linken Ufer des Mains.

### Gemeindegliederung
Es gibt zwei Gemeindeteile (in Klammern ist der Siedlungstyp angegeben):
- Gnodstadt (Pfarrdorf)
- Marktbreit (Hauptort)

### Nachbargemeinden
Nachbargemeinden sind (von Norden beginnend im Uhrzeigersinn): Marktsteft, Obernbreit, Martinsheim, Oberickelsheim, Ochsenfurt, Frickenhausen am Main und Segnitz.

### Naturräumliche Lage
Marktbreit und ihr seit 1978 eingemeindeter Stadtteil Gnodstadt haben Anteile an zwei Naturräumen. Die Stadt Marktbreit liegt im tief in den Muschelkalk eingeschnittenen Tal des Breitbachs, der dort in den Main mündet. Ein weiterer, von Gnodstadt her fließender Bach, der Steingraben (in Gnodstadt: Bräubach), mündet im ehemaligen westlichen Stadtgraben ebenfalls in den Main. Die Ackerflächen Marktbreits mit seiner knapp 8 Quadratkilometer umfassenden Gemarkung, liegen im Osten und Westen des Ortes auf der Hochebene des Fränkischen Gäulandes. 3,5 km südwestlich liegt Gnodstadt mit einer Gemarkung von etwas über 12 Quadratkilometern, dessen Feldflur mit ihrem flachwelligen Relief und äußerst fruchtbaren Lösslehmböden zum Naturraum Ochsenfurter Gau und Gollachgau gehört.

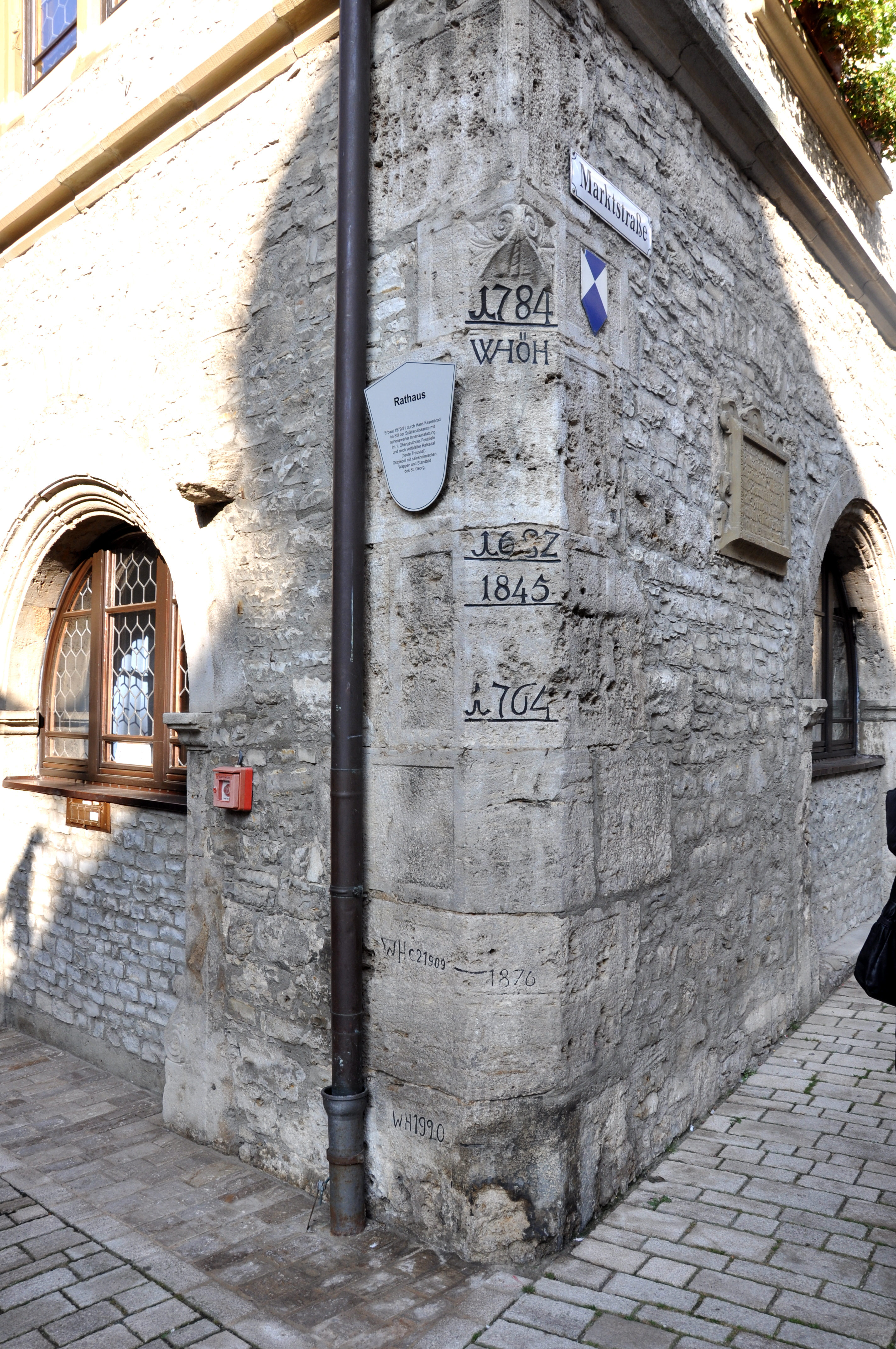
Hochwassermarken am Rathaus von Marktbreit. Höchststand 1784.

Das Maindreieck zählt zu den wärmsten und trockensten Regionen Frankens. Dieses Klima ist besonders günstig für den Anbau von Wein, Obst und Gemüse. Marktbreit wird einige Male pro Jahrhundert vom Hochwasser des Mains heimgesucht. Dies dokumentieren die Hochwassermarken, die am Rathaus von Marktbreit sowie am gegenüberliegenden Barockpalais Zur Groe und anderen Gebäuden eingekerbt sind.

## Geschichte

### Bis zum 19. Jahrhundert
Im Jahre 1985 wurde bei einem Flug des Luftbildarchäologen Otto Braasch das Römerlager Marktbreit entdeckt, ein frührömisches (augusteisches) Lager für zwei Legionen mitten im germanischen Siedlungsgebiet auf dem Kapellenberg.
Erstmals erwähnt wurde Marktbreit als „broite inferior“, das heißt Unter- oder Niedernbreit, in einer Urkunde des Grafen zu Castell 1266. So hieß Marktbreit im späteren Mittelalter Unternbreit oder Niedernbreit oder auch Breit und unterschied sich dadurch vom benachbarten Obernbreit. Der Name Marktbreit wurde bereits 1567 genannt. Vermutlich gab es bereits einige hundert Jahre früher eine Siedlung an der Mündung des Breitbaches, über die aber wenig bekannt ist. 
Im Jahr 1557 verlieh König Ferdinand I. dem Ortsherrn und fränkischen Reichsritter Georg Ludwig von Seinsheim (1514–1591) das Marktrecht. Die Namensänderung auf Marktbreit geht wohl darauf zurück. Es kam zu einer ersten Blütezeit des kleinen Ortes unter der Ortsherrschaft Georg Ludwigs von Seinsheim, mit Handel für Tabak, Wein, Textilien und Korn. Eine Besonderheit Marktbreits war zudem, dass die ortsansässigen Juden dieselben Handelsrechte besaßen wie die christlichen Großhändler.  1618 gab es in Marktbreit 268 Haushalte. 1634 wurde es geplündert und Opfer einer Pestepidemie, die 800 Menschenleben forderte. Der vorher so blühende Marktort am Main verödete. 
Unter der seit 1643 bestehenden Herrschaft der mit den Seinsheimern verwandten Familie Schwarzenberg entwickelte sich der Ort zu Beginn des 18. Jahrhunderts zu einem der bedeutendsten Handelsorte am Main, davon zeugt der Alte Kranen am Hafen. Vor allem durch die günstige geografische Lage am südlichsten Punkt des Mains und damit der kürzesten Verbindung zur Donau konnte Marktbreit profitieren. Im Jahre 1806 kam der Ort zum Königreich Bayern und wurde danach für wenige Jahre dem Großherzogtum Würzburg zugeschlagen. Im Jahre 1814 kam er endgültig zu Bayern und erhielt 1819 das Stadtrecht. 
Mit der Erschließung Frankens durch die Eisenbahn ab Mitte des 19. Jahrhunderts ging die Bedeutung der Mainschifffahrt und des Fuhrbetriebs zwischen Main und Donau stark zurück, und damit auch die Bedeutung kleinerer Handelsorte wie Marktbreit. Viele Kaufleute verließen die Stadt.

### Ab 1900
In der Zeit des Nationalsozialismus kam es 1938 zu massiven Übergriffen gegen die Einwohner jüdischen Glaubens und zur Schändung der Synagoge. Bevor er Gauleiter und Regierungspräsident von Unterfranken („Mainfranken“) in Würzburg wurde, war der in Markt Einersheim gebürtige fanatische Nazi und Antisemit Otto Hellmuth Zahnarzt in Marktbreit.
Bis in die 1980er Jahre war Marktbreit für das Umland ein Unterzentrum, in dem man (fast) alles bekam, was man brauchte. Seit einiger Zeit ist der Einzelhandel in der Innenstadt stark zurückgegangen – vor allem in der früher so belebten Schustergasse.
Marktbreit war und ist eine Schulstadt. Im Unterschied zum benachbarten, weitaus größeren Ochsenfurt ist in Marktbreit ein Gymnasium ansässig, das nicht zuletzt von den Schülern aus Ochsenfurt und dem Ochsenfurter Gau besucht wird.

### Eingemeindungen
Mit der Gebietsreform, die am 1. Mai 1978 in Kraft trat, wurde der etwa vier Kilometer entfernte Ort Gnodstadt, bis dahin zum Landkreis Würzburg gehörend, mit rund 700 Einwohnern zu einem Ortsteil von Marktbreit.

### Einwohnerentwicklung
Im Zeitraum 1988 bis 2018 stieg die Einwohnerzahl von 3658 auf 3917 um 259 Einwohner bzw. um 7,1 %. Quelle: BayLfStat

## Politik

### Stadtrat
Bei den Kommunalwahlen 2014 und 2020 wurden jeweils 16 Stadträte gewählt. Sie verteilen sich wie folgt auf die einzelnen Parteien und Gruppierungen:
| Partei / Liste               | Sitze 2014 | Sitze 2020 |
| CSU                          | 4          | 4          |
| SPD                          | 5          | 4          |
| Grüne / Breiter Bürger       | 1          | 0          |
| Freie Wählergruppe Gnodstadt | 4          | 5          |
| Freie Wähler e. V.           | 2          | 3          |

### Bürgermeister
Erster Bürgermeister ist seit 1. Mai 2020 Harald Kopp (SPD), der in der Stichwahl am 29. März 2020 gegen Sven Biebelriether (Freie Wählergruppe Gnodstadt) mit 62,5 % der Stimmen gewählt wurde. Sechs Jahre zuvor, am 16. März 2014, unterlag Harald Kopp mit 49,05 % der Stimmen dem damaligen Amtsinhaber Erich Hegwein (CSU), der mit 50,95 % der abgegebenen Stimmen als erster Bürgermeister wieder gewählt wurde.
| Bürgermeister         | Amtszeit  | Anmerkungen                                             |
| --------------------- | --------- | ------------------------------------------------------- |
| Adolf Hartmann        | 1886–1904 |                                                         |
| Johann Christian Lenz | 1904–1905 |                                                         |
| Martin Schnerr        | 1905–1916 |                                                         |
| Georg Eichhorn        | 1917–1924 |                                                         |
| Georg Holeisen        | 1925–1937 |                                                         |
| Albert Lucas          | 1937–1943 |                                                         |
| Adam Fuchs            | 1943–1945 | lediglich kommissarischer Bürgermeister, erste Amtszeit |
| Ernst Heywang         | 1946–1948 |                                                         |
| Adam Fuchs            | 1948–1969 | zweite Amtszeit                                         |
| Willi Kleinschroth    | 1969–1974 |                                                         |
| Karl Schubert         | 1974–1990 |                                                         |
| Walter Härtlein       | 1990–2002 | Freie Wähler                                            |
| Erich Hegwein         | 2002–2020 | CSU                                                     |
| Harald Kopp           | seit 2020 | SPD                                                     |

### Städtepartnerschaften
- Frankreich: Fléac in der Nähe der südwestfranzösischen Großstadt Angoulême
- Deutschland: Benshausen, Ortsteil der Stadt Zella-Mehlis im Landkreis Schmalkalden-Meiningen
- Tschechien: Seit 2012 Städtepartnerschaft mit Asch

### Wappen
| | Blasonierung: „Innerhalb eines goldenen Bordes über blauem Schildfuß, darin ein silberner Wellenbalken, in Blau ein silberner hersehender geharnischter Ritter mit ebensolchem Helm und gegürtetem Kurzschwert, darüber der linke Arm liegend, mit dem rechten Fuß auf einem unter ihm liegenden, grünen zweiflügligen beinlosen Lindwurm mit hochgerecktem Kopf und zur Schleife gedrehtem Pfeilschwanz stehend und in den goldflammenden, offenen Rachen eine goldene gefähnelte Lanze stoßend, auf deren nach links wehender, in zwei Kehren nach unten gelegter und in zwei Schwenkel auslaufender silberner Fahne ein fünfmal von Blau und Silber gespaltener Wappenschild.“ |
| Wappenbegründung: Kaiser Ferdinand I. verlieh dem Ort auf Bitten Georg Ludwigs von Seinsheim neben dem Marktrecht auch das Recht, ein Wappen samt Siegel zu führen. 1562 wurde dem Ort auch Steuerfreiheit gewährt. Auf dem Wappen sieht man einen drachentötenden Ritter in silberner Rüstung. Dabei handelt es sich um den Heiligen Georg, der als symbolischer Beschützer von Marktbreit in der Fahne den Wappenschild des damaligen Ortsherrn Georg Ludwig von Seinsheim trägt. Dieser hatte den Ort mit Mauern, Türmen und vier Toren befestigt. Die Herren von Seinsheim hatten seit 1457 die Ortsherrschaft und sind seit 1409 in der ehemaligen Ortschaft Niedernbreit nachgewiesen. Der Wellenbalken ist Hinweis auf die Lage der Stadt am Main. Das heutige, seit 1557 geführte Wappen ist identisch mit der Darstellung auf den ältesten Siegeln und hat sich auch in den nachfolgenden Jahrhunderten nicht verändert. | |

| | Wappen von Gnodstadt |
| | Blasonierung: „In Blau die silbern gekleideten Apostelfiguren Petrus (rechts) und Paulus, ersterer die Rechte erhoben, in der Linken einen Schlüssel, letzterer in der Linken ein Schwert, die Rechte mit einem Kreuz zum Segen erhoben.“ |
| Wappenbegründung: Die beiden Apostel verweisen seit dem Dreißigjährigen Krieg auf die beiden Kirchenpatrone des Ortes. | |

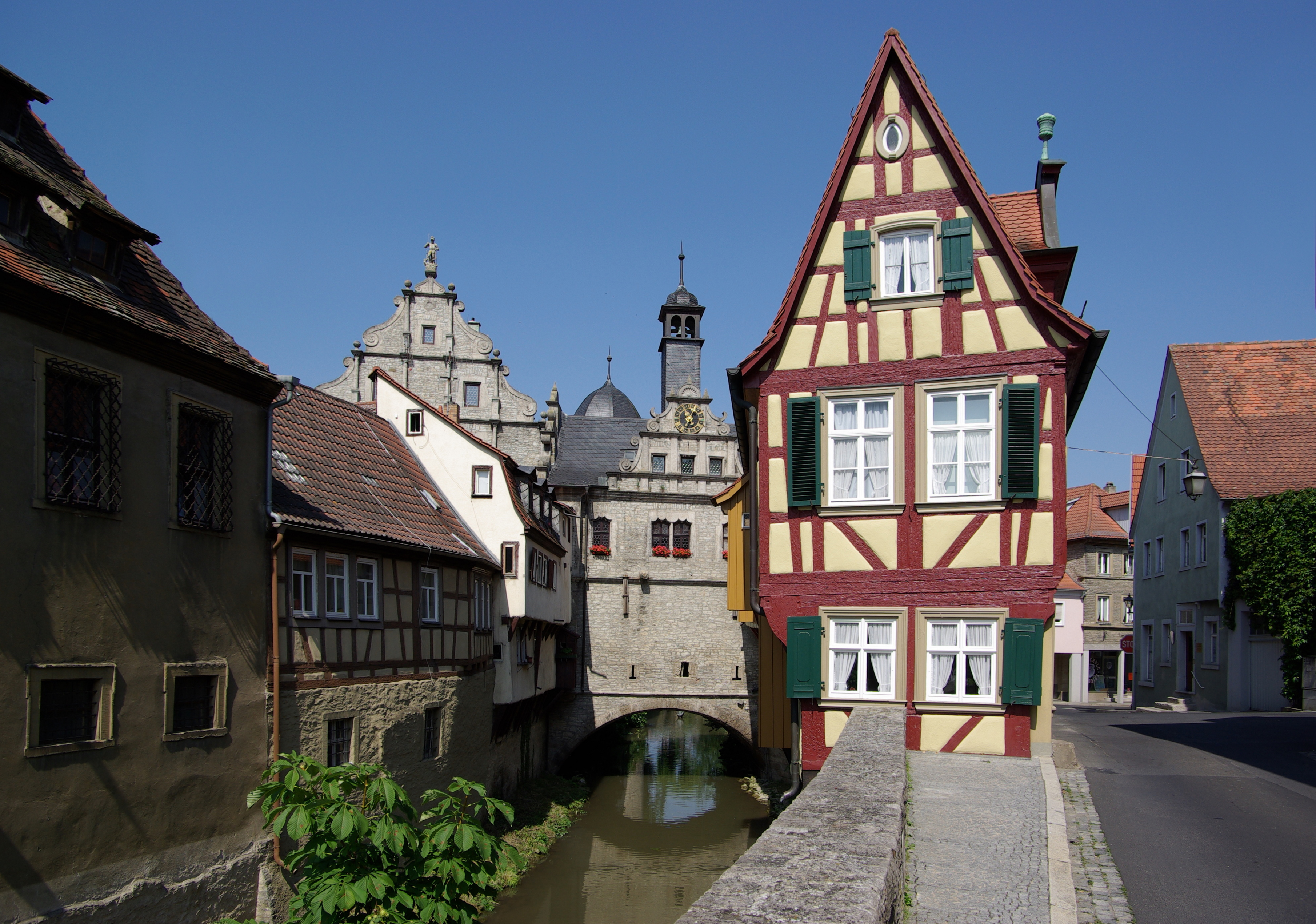
Malerwinkelhaus, im Kern 17. Jahrhundert, bezeichnet „1774“

## Kultur und Sehenswürdigkeiten

### Museen
- Das Museum Malerwinkelhaus befindet sich links vor dem Stadttor. Realistisch dargestellt werden die Lebensbedingungen von Frauen verschiedener sozialer Schichten und Konfessionen, die zwischen dem letzten Viertel des 19. und dem ersten Viertel des 20. Jahrhunderts geboren wurden. Weiterhin werden Erläuterungen zum Aufbau und zur Marschleistung der römischen Kohorten und Centurien gegeben. Regelmäßige Sonderausstellungen zu kulturhistorischen Themen ergänzen die Dauerausstellungen.[15]
- In der Ochsenfurter Straße 15 a befindet sich seit 1995 die Alois-Alzheimer-Gedenk- und Tagungsstätte mit vier Ausstellungsräumen. In diesem Haus wurde, wie auch eine Gedenktafel besagt, am 14. Juni 1864 Alois Alzheimer geboren. Es ist nach Anmeldung bei der Stadtinformation zugänglich.[16]

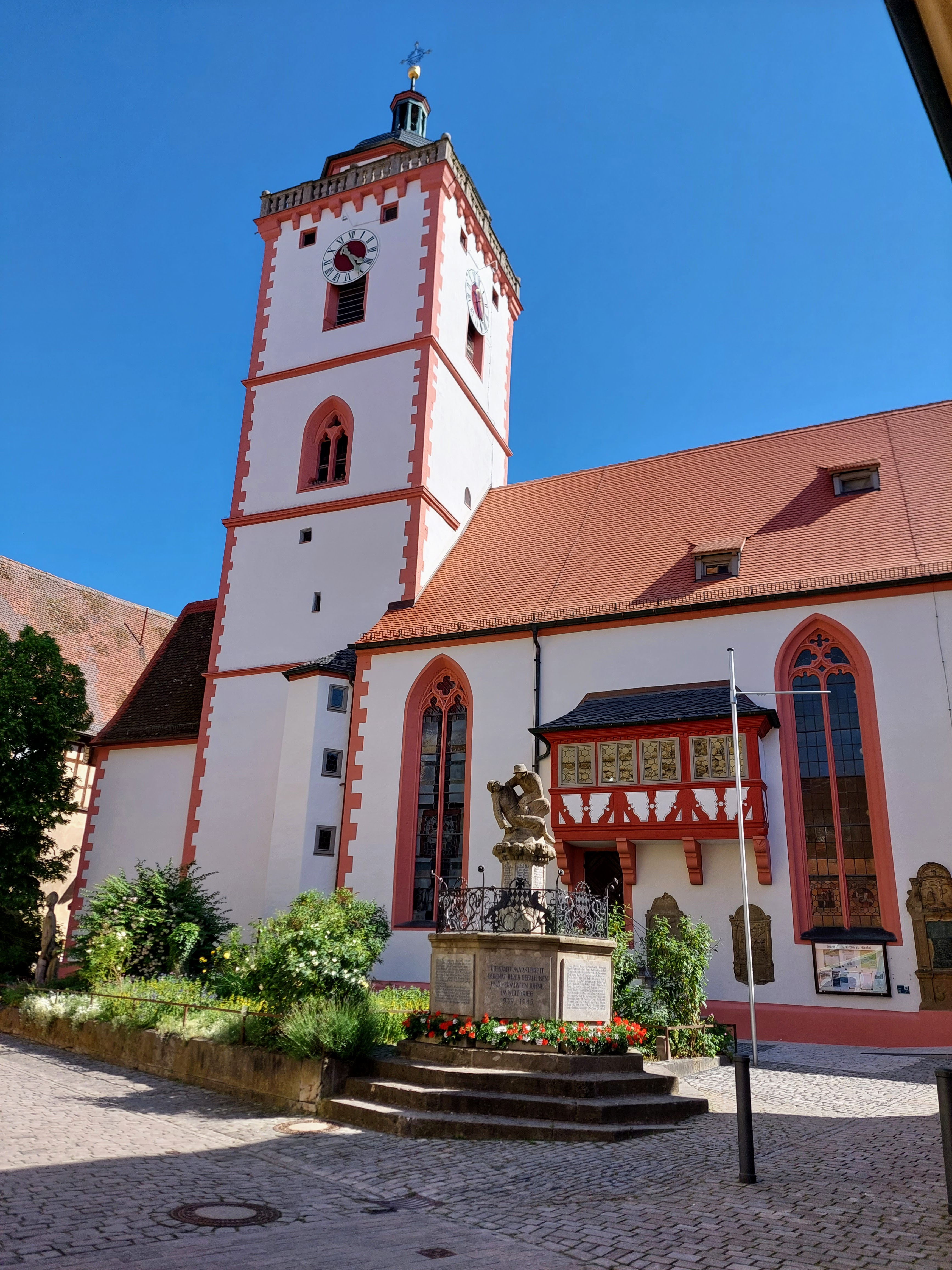
St.-Nikolai-Kirche

### Bauwerke

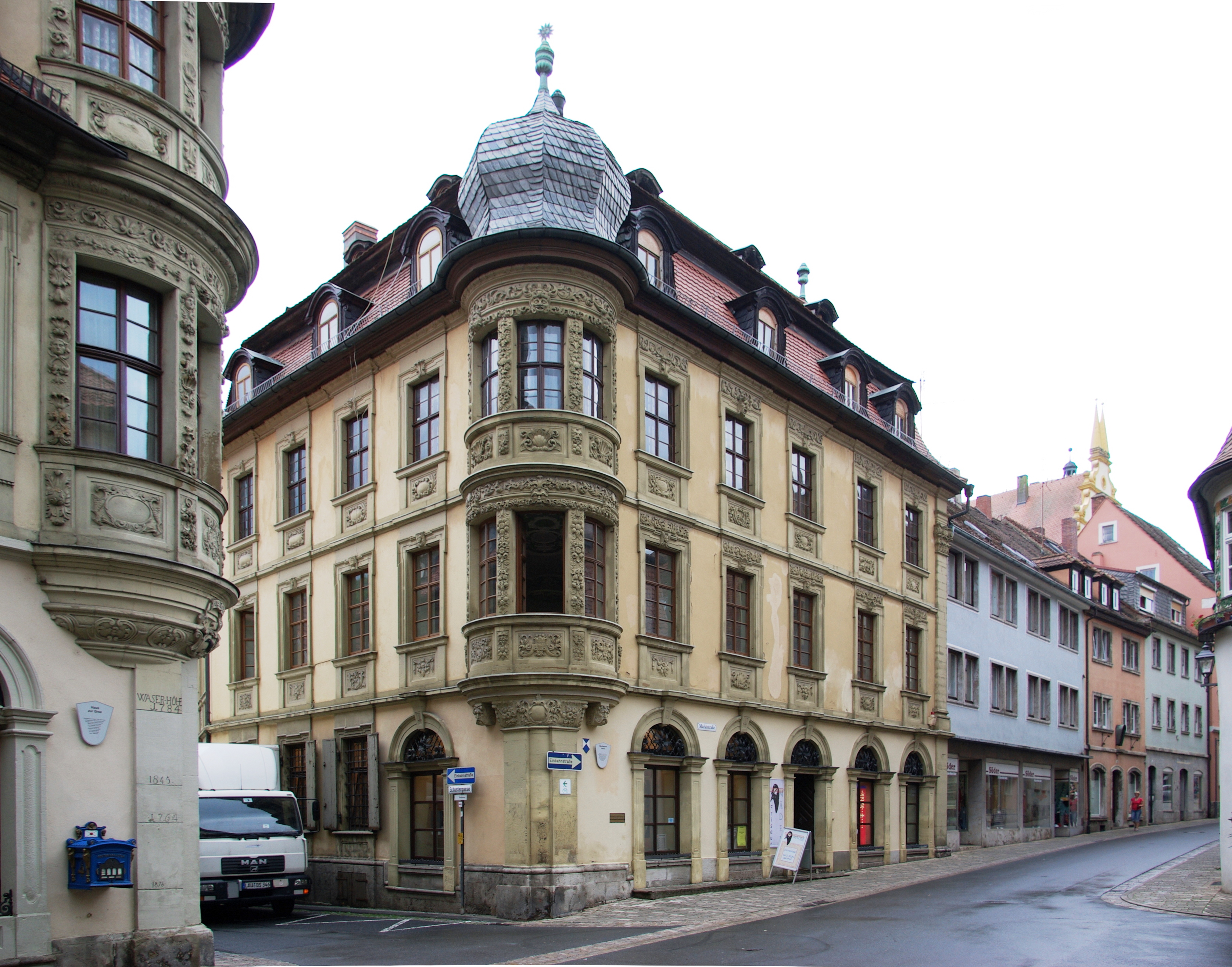
Haus Wertheimer, 1717–19, Architekt: Joseph Greissing

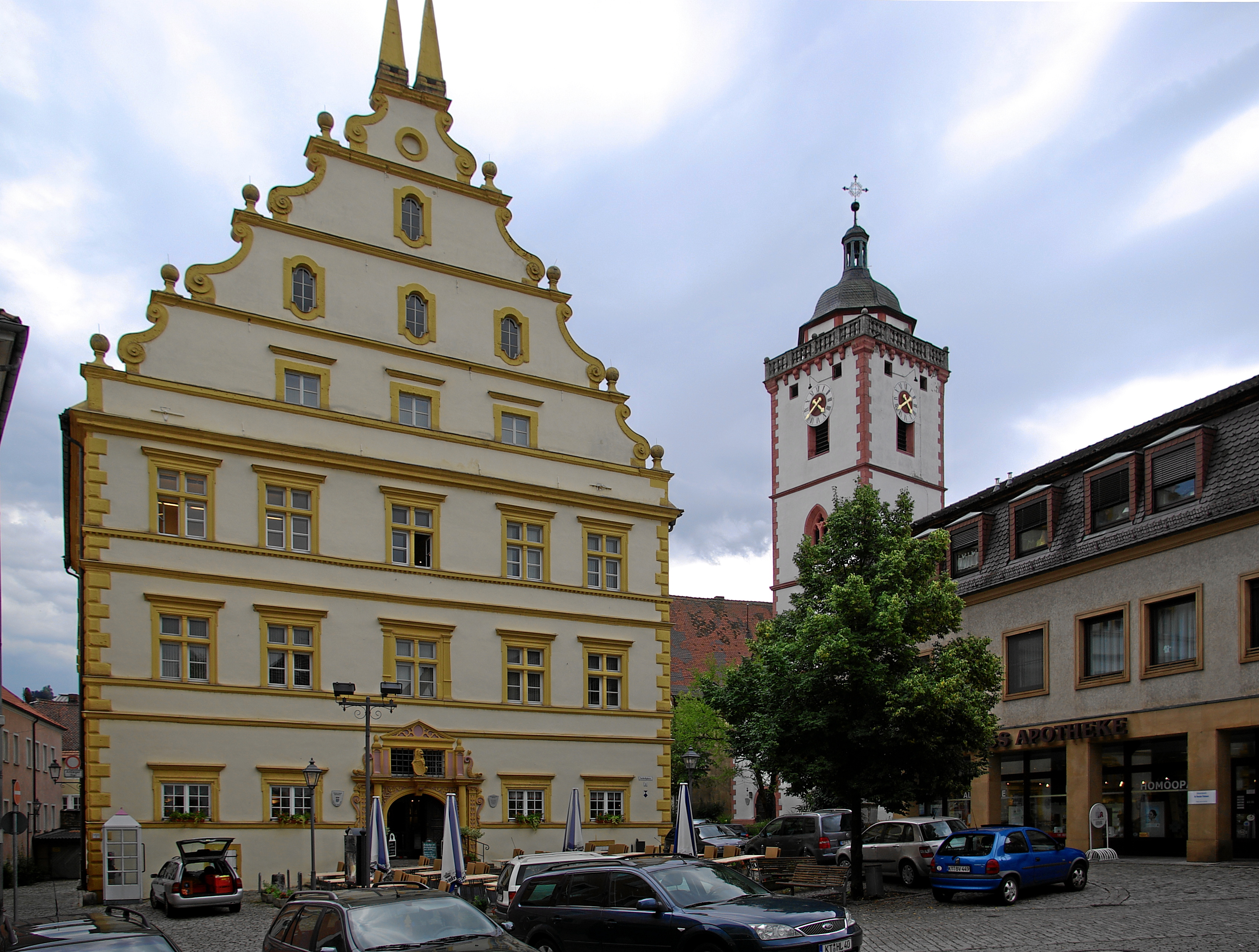
Seinsheimsches Schloss, um 1585

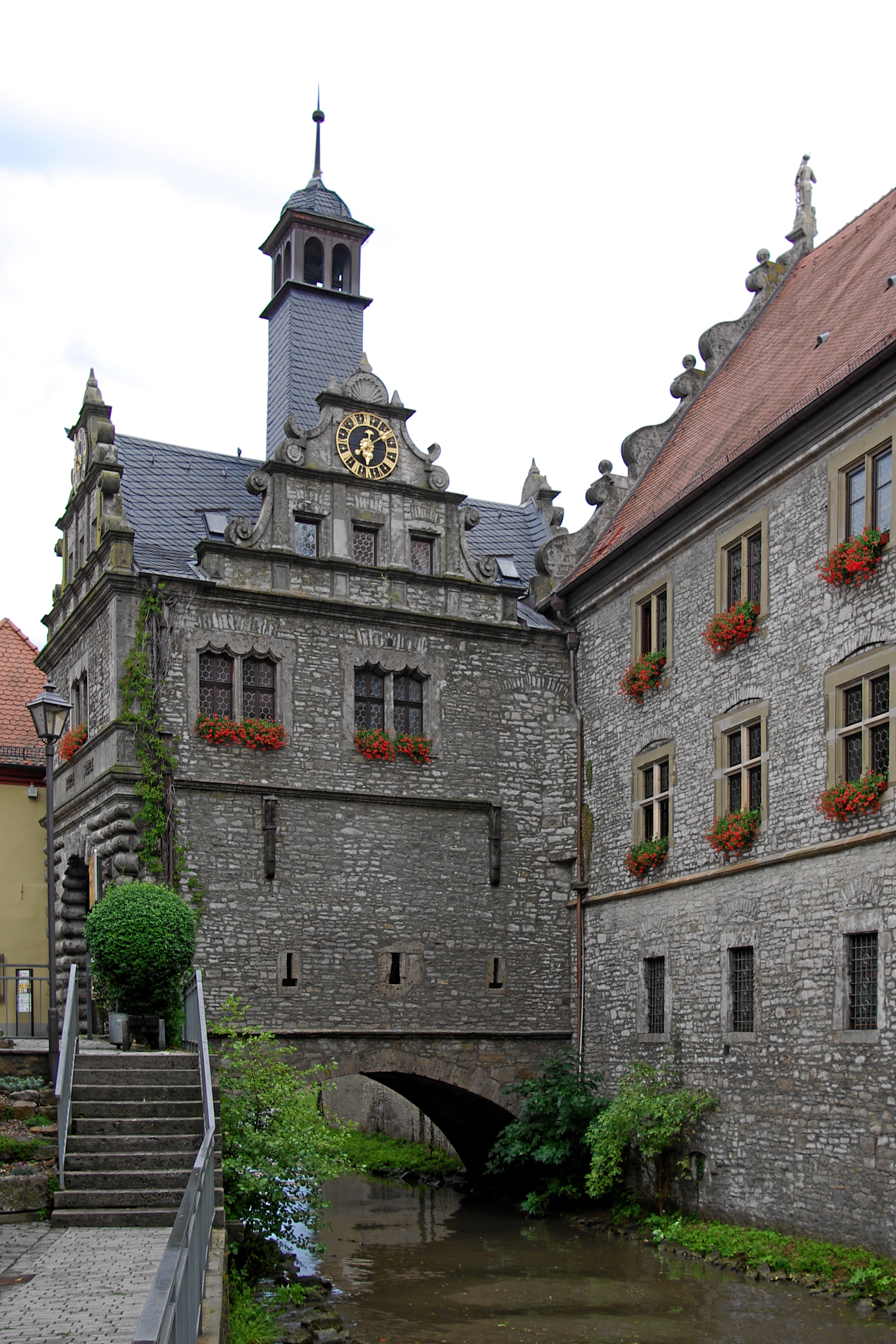
Maintor, um 1600, und Rathaus, 1579–81 durch Hans Keesenbrod

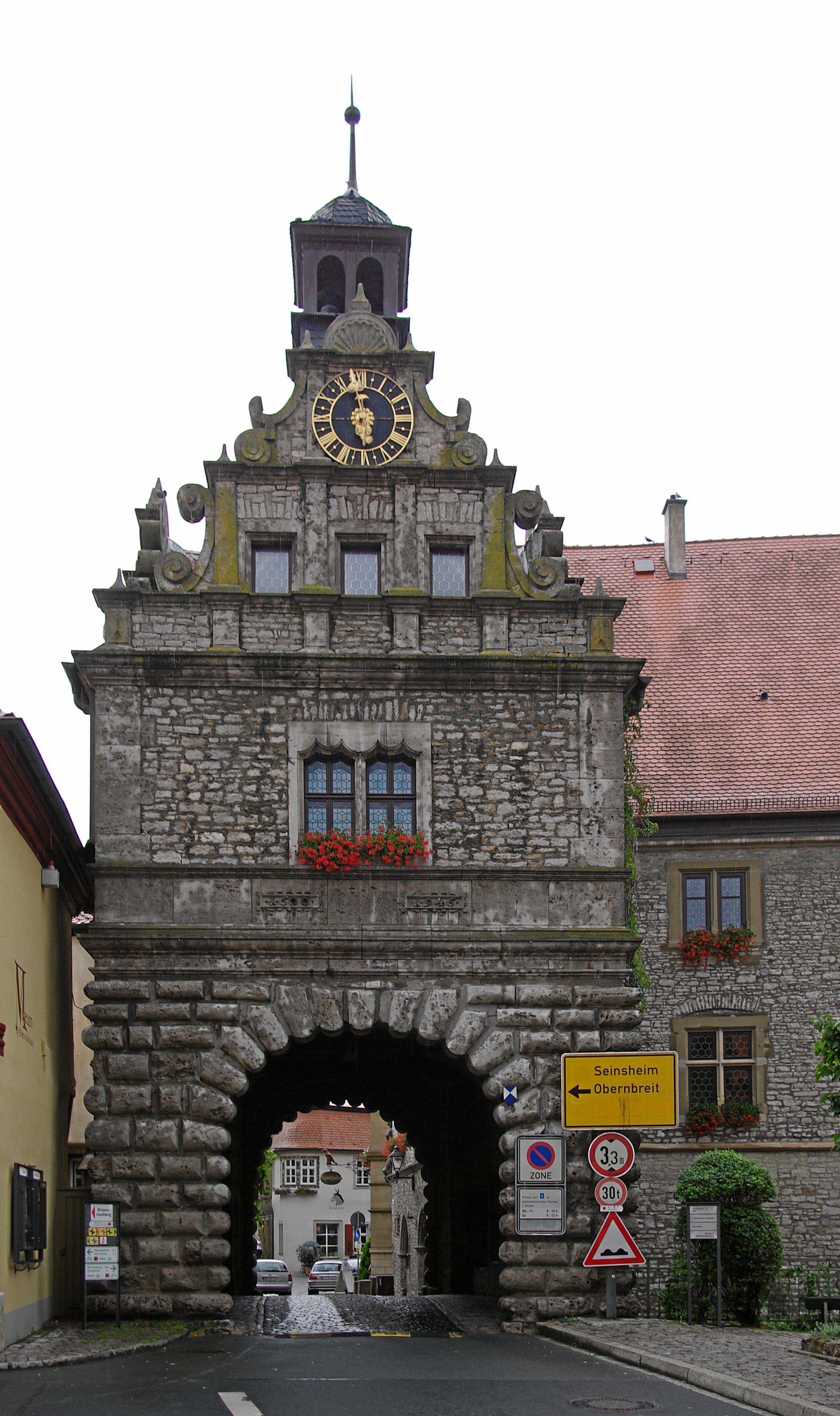
Maintor, um 1600, Wiederaufbau 1946/47

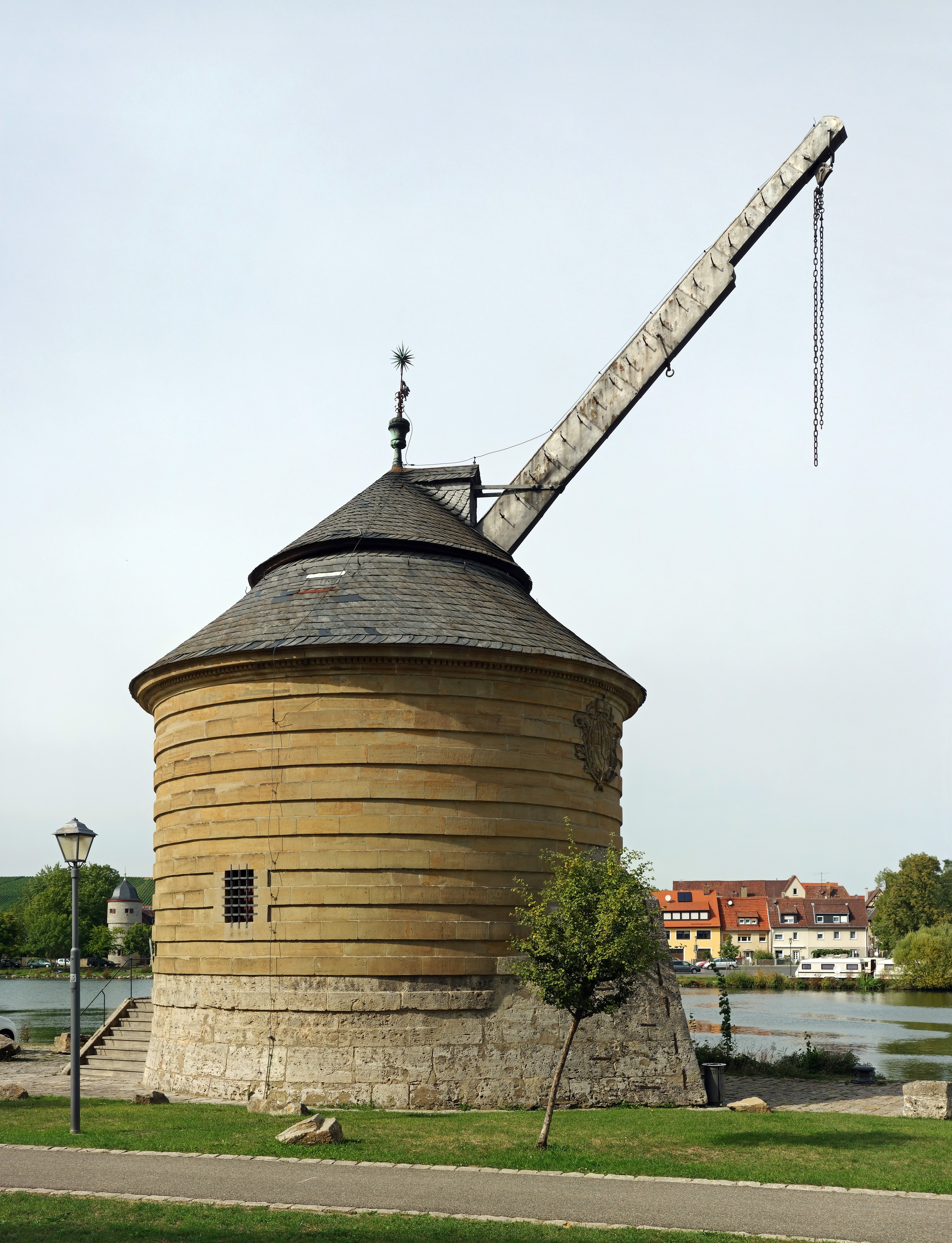
Alter Kranen, 1774

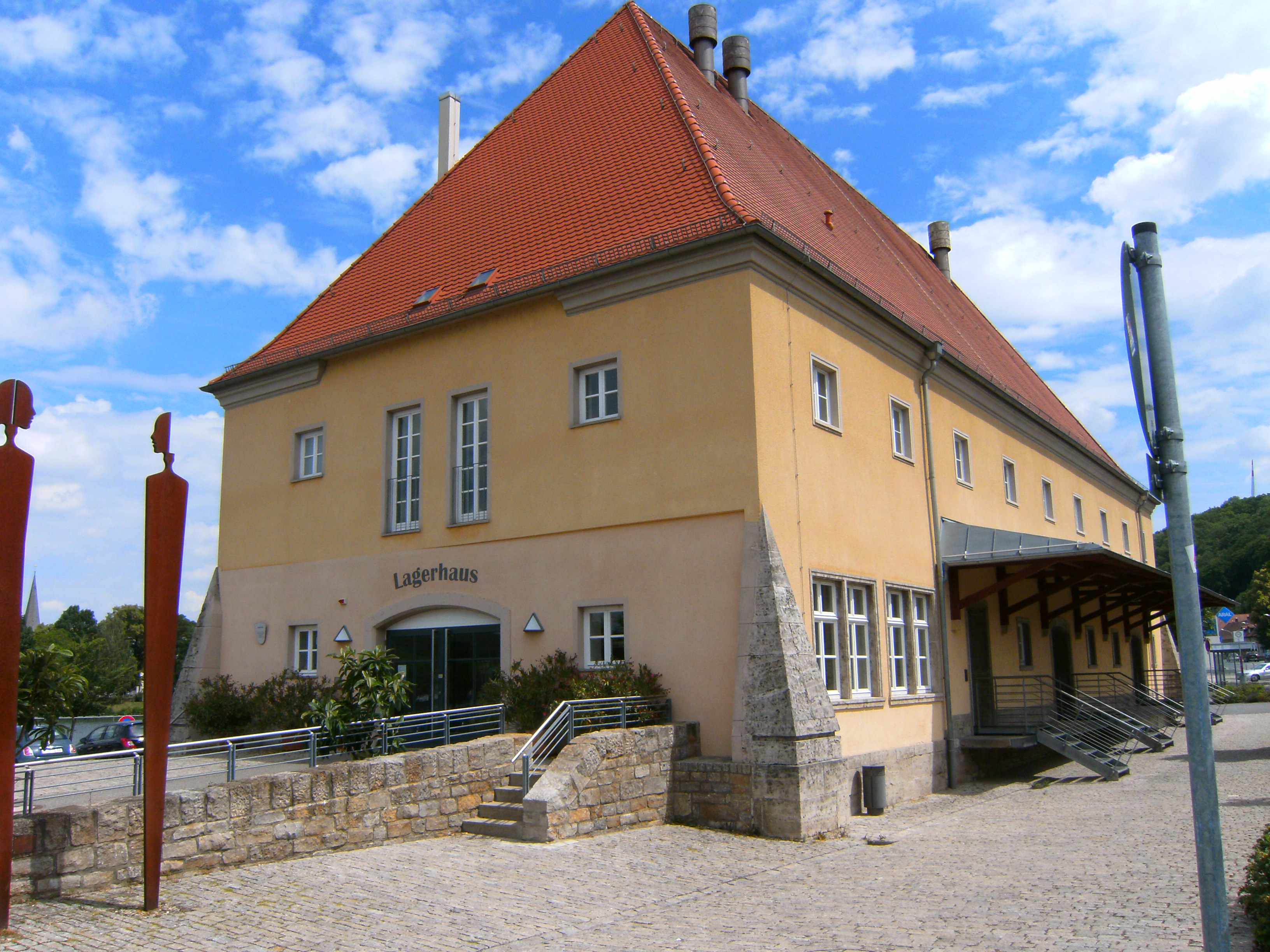
Marktbreit, Lagerhaus am Main, erbaut 1754, 1951 weitgehend erneuert

- Die historische Altstadt Marktbreits ist als Ensemble unter Schutz gestellt.
- Frachtkran aus dem Jahr 1773/74: Der Alte Kranen diente dem Umschlag der Waren zwischen Fluss- und Landtransport. Auf der Ostseite schützt ein angemauerter Eisbrecher vor Eisgang und Hochwasser. Der Warenumschlag florierte wegen des Marktrechts, das das Dorf 1557 erhalten hatte, und der günstigen Verkehrsanbindung (Main).
- Lagerhaus aus dem Jahr 1754, zerstört 1945, 1951 Wiederaufbau, restauriert 2003.[17]
- Renaissance-Rathaus mit Ratssaal und angeschlossenem Stadttor (erbaut 1579–1581 von Hans Keesebrod im Auftrag von Georg Ludwig von Seinsheim).
- Seinsheimsches Schloss, erbaut ab 1585 als Residenz der Frau von Georg Ludwig von Seinsheim mit hohen Renaissancegiebeln
- Evangelische Kirche St. Nikolai (Turmunterbau 14. Jahrhundert, Chor 15. Jahrhundert, Langhaus 1438; mehrfach verändert, Turmaufbau 1587 und 1703. Interessante Ausstattungsstücke, u. a. zahlreiche Grabdenkmäler, auch Jörg Riemenschneider zugeschriebene.)
- Katholische Kirche St. Ludwig (1846 in romanisierenden Formen)
- Handelshäuser im Stil des Würzburger Barock (Greissingstil): Haus Wertheimer, erbaut 1718–19 im Auftrag des Kaiserlichen Oberhoffactors Samson Wertheimer zu Wien für dessen in Marktbreit lebenden Bruder Emanuel durch den Hochfürstlich Würzburgischen Stadt- und Landbaumeister Joseph Greissing. Als freie Nachschöpfung dazu das Haus zur Groe, erbaut 1725 für den Kaufmann Günther.
- Malerwinkelhaus aus dem 17. Jahrhundert, mehrfach umgebaut, u. a. um 1774
- Hotel Löwen. Es ist das zweitälteste Gasthaus in Bayern und steht am Marktplatz. Es wurde erstmals 1450 urkundlich erwähnt. Das Fachwerk stammt aus dem 18. Jahrhundert. Das Gasthaus war früher die Fürstlich Schwarzenbergische Herberge.
- St. Peter und Paul, Gnodstadt, 13. Jahrhundert, einzigartiges historisches Geläut
- Mautpyramide von Gnodstadt
- Kreuzigungsbildstock in Gnodstadt. Katholisches Kleindenkmal auf protestantischem Boden.
- Die Stadtmauer ist teilweise mit Wohnhäusern bebaut. Viele runde Wehrtürme sind noch erhalten und waren teilweise bis Mitte des 20. Jahrhunderts benutzt oder bewohnt. Die Ortsummauerung stammt aus dem 16. Jahrhundert. Früher gab es vier Tore, von denen noch das 1600 erbaute Maintor, das im Krieg 1945 zerstört und 1946/47 erneuert wurde, erhalten ist. Ein Rundweg führt abwechselnd außerhalb und innerhalb der Stadtmauer entlang.
- Vor der Altstadt wurden im 18. Jahrhundert die beiden Vorstädte Buheleiten-Vorstadt und Steigvorstadt angelegt, zu Beginn des 19. Jahrhunderts kam mit der Mainstraße eine dritte Ansiedlung dazu. Alle drei Siedlungen unterscheiden sich in ihren spezifischen Erscheinungsbildern.
- Ehemaliges Römerlager auf dem Kapellenberg in Marktbreit: Durch Luftbilder wurde man 1985 auf Verfärbungen des Bodens aufmerksam und entdeckte bei Grabungen Hinweise auf ein großes Doppellegionslager. Es war das östlichste Römerlager im freien Germanien. Heute erinnert nur noch ein Römerrundweg mit acht Informationstafeln daran. Sichtbare Spuren sind nach der Zuschüttung der Grabungsfläche nicht mehr zu erkennen. Im Museum Malerwinkelhaus gibt es Dokumentationen zum Leben in den Legionen.[18]

### Gedenkstätten
Die ehemalige Synagoge der jüdischen Kultusgemeinde Marktbreit wurde 1717 von der Familie Wertheimer erbaut. In Marktbreit lebten 1933 127 Juden. Die Inneneinrichtung der Synagoge wurde während der Reichspogromnacht am 10. November 1938 zerstört. Die Fassade und das Eingangsportal blieben erhalten und wurden renoviert. Die linke Gedenktafel erinnert an die im Ersten Weltkrieg gefallenen Juden aus Marktbreit. Die rechte Gedenktafel führt die Namen der während der Shoah ermordeten 90 Mitbürger der Gemeinde auf und hält die Erinnerung an sie wach. Nur eine jüdische Frau kehrte nach der Zeit des Nationalsozialismus nach Marktbreit zurück.
Die ehemalige Moritzkapelle auf dem Römerberg, war im Mittelalter eine Wallfahrtskirche für die Bewohner Marktbreits. Nach dem Niedergang während der Reformation errichtete man im 20. Jahrhundert das Gotteshaus erneut. Die neue Kapelle wird heute als Kriegergedächtniskapelle und Gedenkstätte für die Gefallenen der Weltkriege im Landkreis Kitzingen genutzt.
In den Jahren 2004 und 2009 wurden vom Künstler Gunter Demnig insgesamt elf Stolpersteine in Marktbreit verlegt.

### Sagen

#### Der Lindwurm
Der heilige Georg ist der Stadtpatron von Marktbreit. Einst soll ein Lindwurm im Stadtgraben von Marktbreit gehaust haben und forderte täglich ein Menschenopfer. Irgendwann wurde der Drache immer gieriger und fraß die Bewohner in Massen. Da hörte ein Ritter von dem Drachen und zog dem Lindwurm entgegen. Der Ritter erblickte den Drachen und stach mit seiner Lanze in das Tier. Der Drache war endlich tot und die Bevölkerung erhielt Stücke vom Drachenfleisch.

#### Der Wassermann
Bei Marktbreit soll im Main der Wassermann hausen. Er ist aber für gewöhnlich unsichtbar, und man bemerkt ihn gar nicht. Wenn aber ein Kind zu nah an den Fluss herangeht, zieht der Wassermann es in die Tiefe. Dann präsentiert er sich als zweiköpfiges Wesen.

## Wirtschaft und Infrastruktur

### Unternehmen
Der Gaszubehörhersteller GOK Regler- und Armaturen-Gesellschaft mbH & Co. KG hat seinen Sitz in Marktbreit.

### Verkehr
Die Stadt verfügt über einen Bahnhof an der Bahnstrecke Treuchtlingen–Würzburg.
Sie hat direkten Anschluss an die Autobahn A 7 (Ausfahrt 104). Außerdem liegt der Ort an der Staatsstraße 2271, welche die Bundesstraße 8 (5 km östlich) und die Bundesstraße 13 (5 km westlich) verbindet.
Marktbreit liegt am Main als Anbindung an eine transkontinentale Wasserstraße (Rhein-Main-Donau). An den Häfen Marktbreits bestehen Landungs- und Umschlagsmöglichkeiten für Gütermotorschiffe und Schubverbände bis 135 Meter Länge und 11,45 Meter Breite ebenso wie für Fluss-Kreuzfahrtschiffe, Kleinfahrzeuge und muskelkraftgetriebene Sportboote an jeweils angepassten Anlegern.

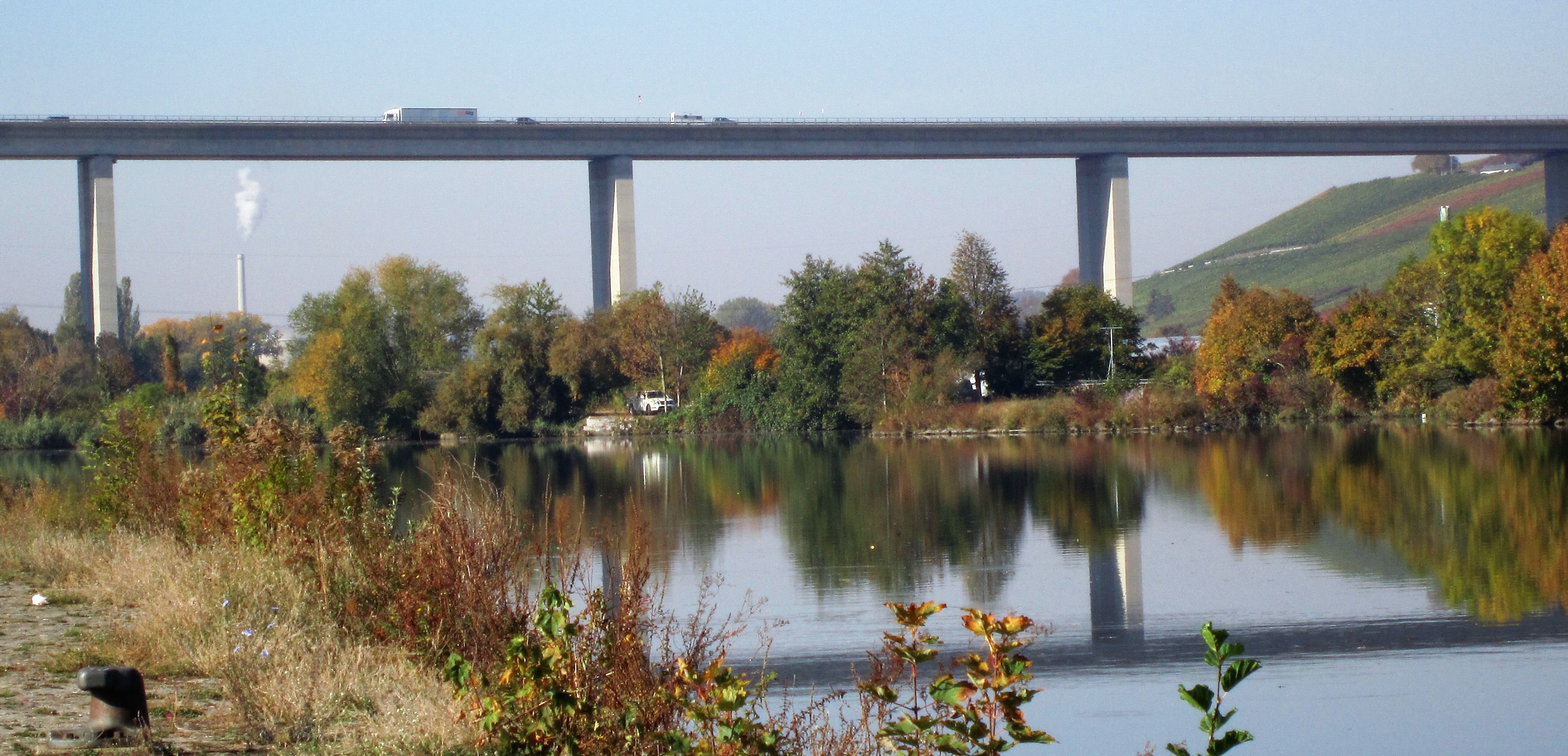
Brücke der A 7 über den Main bei Marktbreit

Neben der Mainbrücke Marktbreit, über welche die Bundesautobahn 7 geführt wird, wird Marktbreit über die Mainbrücke Segnitz mit dem gegenüberliegenden Segnitz verbunden. Ursprünglich bestand dort eine Fährverbindung.

### Weinbau
Marktbreit ist ein kleiner Weinbauort im Anbaugebiet Franken. Die Weinberge liegen im Nordosten des Städtchens in Richtung Marktsteft/Michelfeld, der Wein wird seit den 1970er Jahren unter dem Namen Marktbreiter Sonnenberg vermarktet. Marktbreit ist Teil des Bereichs MainSüden, bis 2017 waren die Winzer im Bereich Maindreieck zusammengefasst. Die Muschelkalkböden um Marktbreit eignen sich ebenso für den Anbau von Wein, wie die Lage im Maindreieck, das zu den wärmsten Gebieten Deutschlands gehört.
Bereits seit dem Frühmittelalter betreiben die Menschen um Marktbreit Weinbau. Die fränkischen Siedler brachten wohl im 7. Jahrhundert die Rebe mit an den Main. Im Mittelalter gehörte Franken zu den größten Weinbaugebieten Mitteleuropas. Die Menschen betrieben zumeist Nebenerwerbsweinbau zur Selbstversorgung, gleichzeitig bildeten sich bereits Exportzentren insbesondere entlang des Maines heraus. Im 18. Jahrhundert war Marktbreit eine bedeutende Weinhandelsstadt, hier schrieb man die Bedingungen des Qualitätsweinbaues erstmals nieder.
Der fränkische Weinbau erlebte im 19. Jahrhundert einen umfassenden Niedergang. Vor allem klimatisch weniger begünstige Lagen gab man vollständig auf. Zusätzlich erschwerte das Aufkommen von Schädlingen wie die Reblaus den Anbau. Konsolidieren konnte sich die Weinbauregion Franken erst wieder in der zweiten Hälfte des 20. Jahrhunderts. Der Einsatz von Düngern und verbesserte Anbaumethoden hatten dazu ebenso beigetragen wie die Organisation in Genossenschaften und die Flurbereinigung der 1970er Jahre.
Heute spielt der Weinbau in Marktbreit eine nur noch untergeordnete wirtschaftliche Rolle. Allerdings zieht neben der erhaltenen Altstadt auch die Weinlandschaft die Touristen an. Mittelpunkt des Festkalenders ist das Marktbreiter Weinfest in der Stadtmitte, das Ende Juli stattfindet. Mehrere Weingüter sind im Ort ansässig, die Weinberge um Marktbreit werden jedoch überwiegend von auswärtigen Winzern bewirtschaftet.
| Weinlage   | Größe 1993 | Größe 2019 | Himmelsrichtung  | Hangneigung | Hauptrebsorten | Großlage         |
| ---------- | ---------- | ---------- | ---------------- | ----------- | -------------- | ---------------- |
| Sonnenberg | 20 ha      | 21 ha      | Süden, Südwesten | 30–35 %     | Müller-Thurgau | Kitzinger Hofrat |

### Bildung
Folgende Schulen gibt es in Marktbreit:
- Grundschule
- Mittelschule (im Schulverbund „Main-Steigerwald“)
- Leo-Weismantel-Realschule Marktbreit (diese Privatschule existiert seit 1845)
- Bildungswerk Marktbreit (private Realschule seit 1984, Partnerschule der Leo-Weismantel Realschule)
- Gymnasium Marktbreit

## Persönlichkeiten

### Söhne und Töchter der Stadt

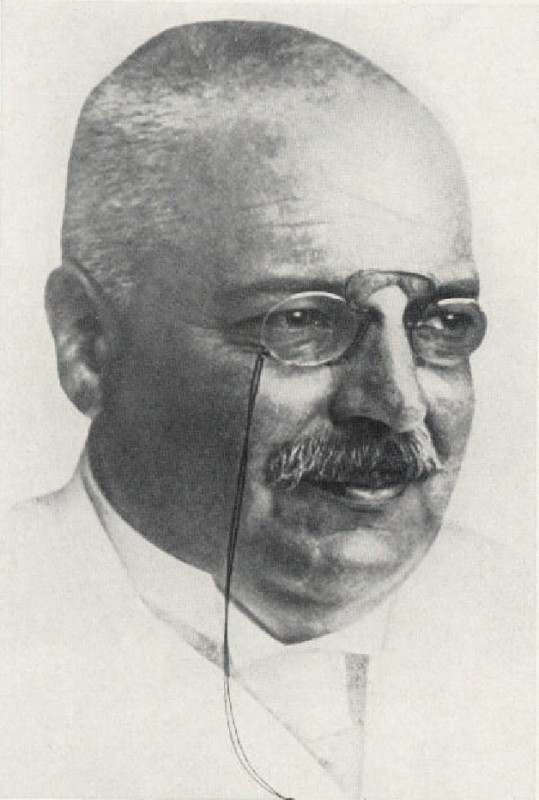
Alois Alzheimer (1915)

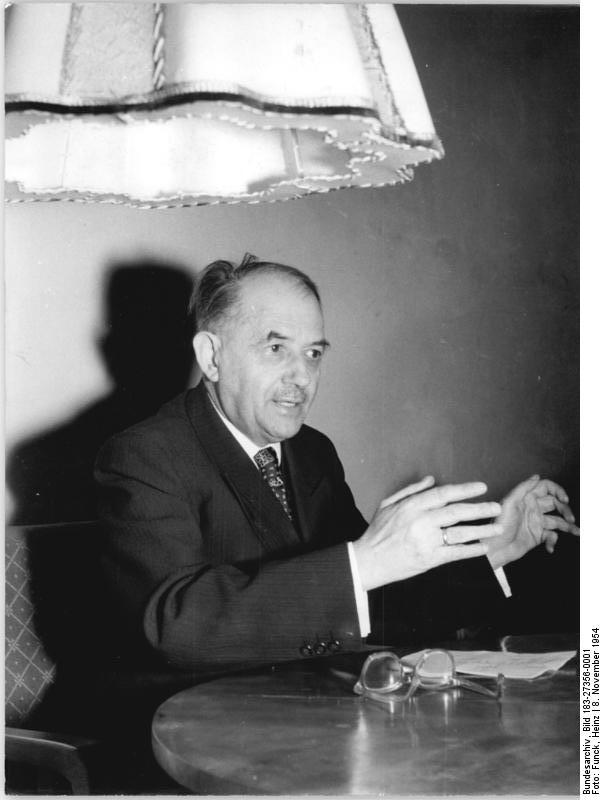
Leo Weismantel (1954)

- Tobias Knobloch (1574–1634), Arzt und medizinischer Schriftsteller
- Laurentius Flor (auch Florus, 1614–1680), Pfarrer, theologischer Schriftsteller
- Johann Christoph Huswedel (1618–1717), Jurist, Diplomat, Vizepräsident des Land- und Hofgerichts in Parchim
- Daniel Keyser (1631–1673), Professor der Rechte, Schriftsteller
- Johann Heinrich Seyfried (um 1640–1715), Hofkammerrat, Schriftsteller
- Johann Leonhard Lenz (1652–1737), Lehrer, pädagogischer Schriftsteller
- Georg Christian Joannis (1658–1735), evangelischer Theologe und Historiker
- Johann Samuel Schoder (1660–um 1740), Arzt, Schriftsteller, Historiker
- Lorenz Wilhelm Cranz (auch Crantz, 1674–1742), Pfarrer, Liederdichter, Gebetsbuchverfasser
- Georg Günther (1709–1791), Kaufmann
- Franziska Barbara Reiz (1715–1785), Dichterin
- Christian Fischer (1734–1818), Winzer und Schriftsteller[26]
- Georg Albrecht Weinrich (1755–1814), auch Georg Albert Weinrich, Mediziner
- Georg Franz Hoffmann (1760–1826), Botaniker, Lichenologe, Mykologe und Bryologe
- Johann Ernst Seidel (1765–1832), deutsch-dänischer Staatsrat, Bürgermeister von Glückstadt
- Johann Stefan Richter (1780–1857), Drucker, Richter kaufte die erste Rotationspresse und druckte den Würzburger „General-Anzeiger“, den Vorläufer der „Main-Post“[27]
- Johann Ernst Günther (1787–1852), Bürgermeister und Landtagsabgeordneter
- Christian Fischer (1823–1871), Reichstagsabgeordneter
- Christoph Ehemann (1835–1897), Professor in Kaiserslautern, Schriftsteller
- Bernhard Zippelius (1836–), Pfarrer, Historiker, Publizist[28]
- Eduard Tauber (1847–1882), Kaufmann, Tauber gab das „Ornithologische Taschenbuch für Deutschland“ heraus[29]
- Stefan Steinmetz (1858–1930), Mühleningenieur und Erfinder des Steinmetz-Verfahrens
- Alois Alzheimer (1864–1915), Neurologe und Psychiater
- Jörg Geuder (1861–1935), Lehrer, Dichter, Schriftsteller und Sprachpfleger
- Paul Wirsching (1880–1957), Landrat
- Rudolf Buttmann (1885–1947), Jurist, Bibliothekar, NSDAP-Politiker
- August Ziegler (1885–1937), Ökonomierat, Önologe, Züchter der Rieslaner-Traube, Veredler der Müller-Thurgau-Rebe
- Wolf Justin Hartmann (1894–1969), Abenteurer, Schriftsteller und Offizier in beiden Weltkriegen
- Otto Barthel (1895–1975), Lehrer, Schulrat und Schriftsteller
- Ludwig Friedrich Barthel (1898–1962), Germanist, Archivrat, Dichter, Erzähler und Essayist
- Wilhelm Steger (1902–1985), Lokalpolitiker, Oberbürgermeister von Traunstein
- Gudrun Höhl (1918–2009), Geographin
- Erwin Roth (1926–1998), Psychologe
- Anneliese Lussert (1929–2006), Dichterin
- Rolf Bauer (1930–2023), Kommunalpolitiker, Landrat des Landkreises Kitzingen

### Persönlichkeiten, die mit Marktbreit verbunden sind
- Georg Ludwig von Seinsheim (1514–1591), Kreisoberst des Fränkischen Kreises, starb in Marktbreit
- Johann Christoph Marschall (1665–1746), Konsistorialassessor und Ratsherr, Marschall tat sich als Stifter hervor[30]
- Wolfgang Ammon (1540–1589), Theologe und Pfarrer, geistlicher Schriftsteller, Liederdichter und Lyriker, Ammon wirkte ab 1579 als Pfarrer in Marktbreit und starb hier
- Hieronymus Florentinus Quehl (1694–1739), Organist und Komponist
- Salomon Wohl (1818–1902), Lehrer und Schulgründer, gründete das Salomon Wohl'sche Institut in Marktbreit
- Wilhelm Jänisch (gen. 1819), Kaufmann und Politiker, Jänisch war Mitglied der Kammer der Abgeordneten im Landtag des Königreichs Bayern
- Carl Friedrich Richard Plochmann (1822–1894), Pfarrer und Schriftsteller, Plochmann wirkte 32 Jahre als Pfarrer in Marktbreit und schuf das historische Grundlagenwerk über die Stadt
- Karl Zimmermann (1863–1936), Pädagoge und Heimatforscher, Zimmermann wirkte als Lehrer und Archivar in Marktbreit und starb in der Stadt
- Leo Weismantel (1888–1964), Schriftsteller und Reformpädagoge, lebte zwischen 1920 und 1933 in Marktbreit und gründete hier 1928 die „Schule der Volkschaft“
- Otto Hellmuth (1896–1968), NSDAP-Politiker (Gauleiter), Regierungspräsident von Mainfranken
- Erwin Bindewald (1897–1950), Maler, lebte ab 1943 sechs Jahre in Marktbreit[31]
- Alois Bulitta (1897–1971), Lehrer und Schulbuchautor, Bulitta wirkte an der Handels- und Realschule in Marktbreit
- Hermann Josef Wehrle (1899–1944), Pfarrer und Widerstandskämpfer gegen den Nationalsozialismus, Wehrle war zwischen 1938 und 1940 als Erzieher im Schülerheim der Köppl’schen Real- und Handelsschule in Marktbreit tätig
- Andreas Kupfer (1914–2001), Fußballspieler, Kupfer lebte zuletzt in Marktbreit und starb in der Stadt
- Walter Galuschka (1921–1967), SPD-Politiker
- Dieter Röß (* 1932), Physiker und Wirtschaftsmanager, Röß besuchte in Marktbreit die Oberrealschule
- Georg von Baudissin (1943–2012), Journalist und Verleger, wuchs in Marktbreit bei Pflegeeltern auf
- Heinrich Kinkelin († 1970), Pfarrer, Kinkelin amtierte von 1927 bis 1952 als Marktbreiter Stadtpfarrer und erhielt für sein Wirken die Bürgermedaille der Stadt[32]
- Klaus Ott (* 1959), Journalist, Ott besuchte das Gymnasium Marktbreit
- Simone Michel-von Dungern (* 1965), Klassische Archäologin, Michel leitet seit 2010 das Museum Malerwinkelhaus
- Johannes Schmalzl (* 1965), Regierungspräsident in Stuttgart 2008–2016, wuchs in Marktbreit auf